# Annette Neuffer
Annette Neuffer (München, 15 januari 1966) is een Duitse jazzmuzikante: ze speelt trompet en bugel en is zangeres.

## Biografie
Neuffer begon op haar achttiende trompet te spelen. Drie jaar later ging ze studeren aan de Musikhochschule Graz met als hoofdvak jazztrompet. Twee jaar later ging ze naar de Hochschule für Musik und Darstellende Kunst Stuttgart, waar ze in 1996 (bij Claus Stötter) afstudeerde.
Als trompettiste werkte ze o.a. met de 'Sarah Morrow Allstars' (in Parijs), Benny Golson, Hal Singer, Mike Carr, Benny Waters, Jimmy Woode en Horst Jankowski. In 1994 werd Annette Neuffer door het 'Sunday Night Orchestra' als zangeres voor een project met Al Porcino als uitgenodigd. In 1995 werd ze zangeres in de bigband van Porcino en werkte daar elf jaar.
Met haar eigen kwintet heeft ze vanaf 2001 verschillende albums uitgebracht. In toenemende mate werd ze zelf ook actief als componiste en liedjesschrijfster. Verder trad ze op met de Bobby Burgess Bigband Explosion, met Alexanders Swingtime Band en met Pete York.

## Discografie (selectie)
- Al Porcino Big Band Live at Nachtcafé (Organic Music 1999)
- Come Dance with Me (yvp music 2001, met Claus Koch, Bernhard Pichl, Rudi Engel, Hendrik Smock)
- The Art of Chet (yvp music 2004, met Claus Koch, Bernhard Pichl, Rudi Engel, Jens Düppe)
- Easy to Love (yvp music 2005, met Claus Koch, Bernhard Pichl, Rudi Engel, Jens Düppe)
- Swing till Sunrise (2011, met Claus Koch, Claus Raible, Giorgos Antoniou, Steve Brown)